# Bandeira do Sol Nascente

Distintivo naval usado pela Marinha Imperial Japonesa (1889 a 1945). Relação: 2: 3.

Distintivo naval da Força Marítima de Autodefesa do Japão (1954 - presente). Relação: 2: 3.

Bandeira de guerra do Exército imperial japonês (1870 a 1945).

Bandeira das Forças de Autodefesa do Japão e a Força Terrestre de Autodefesa do Japão (1954 – presente).

A Bandeira do Sol Nascente é uma das bandeiras oficiais do Japão, usada como símbolo da Força Marítima de Autodefesa do Japão.
É uma variante da bandeira nacional do Japão, possuindo um disco solar com 16 raios em uma formação Siemens star, usada historicamente pelas Forças Armadas do Japão, particularmente a Marinha Imperial do Japão. A bandeira, conhecida em japonês como Kyokujitsu-ki (旭日旗), foi adotada pela primeira vez como bandeira naval em 7 de outubro de 1889, e foi usada até o final da Segunda Guerra Mundial em 1945. Banida pelo Tratado de São Francisco, que proibia o Japão de ter as suas próprias forças armadas, em 1952 começou a ser utilizada para representar as forças de auto-defesa. Foi re-adotada em 30 de junho de 1954, e hoje é usada como bandeira naval da Força Marítima de Autodefesa do Japão (JMSDF). Também pode se afirmar que essa bandeira usada pelo exército japonês representa com seus raios de sol o império em expansão.
A bandeira segue polêmica em várias partes do Leste Asiático, especialmente na Coreia do Sul, onde é associada ao imperialismo japonês e os crimes de guerra do país durante a Segunda Guerra Mundial e antes.
A bandeira segue polêmica em várias partes do Leste Asiático, especialmente na Coreia do Sul, onde é associada ao imperialismo japonês e os crimes de guerra do país durante a Segunda Guerra Mundial e antes.
A evolução e a adoção da Bandeira do Sol Nascente são entrelaçadas com o crescimento militar do Japão durante o período Meiji (1868–1912), quando o país começou a se modernizar e expandir suas forças armadas em resposta à crescente pressão das potências ocidentais. A bandeira tornou-se um símbolo de poder militar e autoridade imperial, refletindo a ambição do Japão em se tornar uma potência mundial. Durante as décadas seguintes, particularmente sob o regime militarista da Primeira e Segunda Guerras Mundiais, a bandeira simbolizou o imperialismo japonês, sendo associada à expansão territorial e às políticas agressivas de conquista que caracterizaram a era.
O design da bandeira, com o sol radiante e seus raios propagando-se, pode ser interpretado como uma representação da ascensão do Império Japonês e sua tentativa de estabelecer domínio sobre outros países asiáticos. A simetria e a presença do Sol, que tem um significado profundamente cultural no Japão como um símbolo de renascimento e continuidade, davam um caráter quase místico à imagem, sendo projetada para exalar um senso de invencibilidade e da missão divina do Japão como líder da Ásia.
Após a Segunda Guerra Mundial, a mudança de postura do Japão em relação ao militarismo foi refletida na abolição da bandeira como símbolo oficial, com o Tratado de Paz de 1951 e o Tratado de São Francisco de 1952 que desmilitarizou o país. Contudo, o Japão começou a reconstruir suas forças armadas, e a partir de 1954 a bandeira foi reintroduzida, mas agora como um símbolo das forças de autodefesa. Isso gerou uma série de reações e debates, particularmente em países como a Coreia do Sul e a China, onde a lembrança do imperialismo japonês ainda está profundamente viva. Para esses países, o uso da bandeira do Sol Nascente é visto não apenas como uma referência histórica ao Japão militarista, mas também como um símbolo de suas ações agressivas e abusos durante o período da ocupação de outras nações asiáticas, como a invasão da China e a brutal ocupação da Coreia.
Na Coreia do Sul, por exemplo, o uso dessa bandeira, seja em contextos militares ou civis, é amplamente interpretado como um ressurgimento das tensões do passado e um sinal de que o Japão ainda não reconheceu completamente os danos e as atrocidades cometidas durante o período de imperialismo. Apesar disso, no Japão, a bandeira ainda é vista por muitos como um símbolo legítimo da força naval e da proteção do país, sem qualquer conotação imperialista. O debate sobre seu significado continua sendo um ponto sensível nas relações diplomáticas da região, e a bandeira permanece um símbolo controverso que evoca memórias de guerra, sofrimento e reconciliação nas sociedades vizinhas.

Em suma, a Bandeira do Sol Nascente é mais do que um simples emblema nacional; ela carrega consigo um peso histórico carregado de significados distintos, dependendo da perspectiva cultural e política dos observadores. Ao mesmo tempo em que representa a força e a identidade do Japão moderno, ela também serve como lembrete das complexas e dolorosas dinâmicas que persistem nas relações entre o Japão e seus vizinhos.